# Rafael Pérez Contel
Rafael Pérez Contel   (el Villar, 1909 - València, 28 de maig de 1990) va ser un artista i intel·lectual valencià que va desenvolupar la seva tasca com a pintor, cartellista i escultor.
Es va iniciar en l'art treballant l'escultura en un taller d'imatgeria, matriculant-se després a l'Escola de Belles arts de València en la qual va obtenir, després d'un parèntesi en la seva formació, el títol de professor de dibuix.
En iniciar-se la Guerra Civil va tornar a Alzira, ingressant en l'Aliança d'Intel·lectuals Antifeixistes, on va col·laborar en els tallers d'arts plàstiques i va publicar els seus treballs en la revista Nueva Cultura que dirigia Josep Renau. Durant el conflicte, i mobilitzat al front, va participar activament en el cartellisme de la guerra, disseny de revistes i elaboració de butlletins i quadern, així com en l'Institut Obrer de València.
Els seus fills varen estudiar amb Antonio Alegre Cremades a l'Acadèmia Oller.
La seva obra es troba exposada en alguns museus com el Museu d'Art Contemporani de Vilafamés i a la Biblioteca Valenciana.